# Nicola Romeo
Nicola Romeo (Sant'Antimo, 28 aprile 1876 – Magreglio, 15 agosto 1938) è stato un ingegnere e imprenditore italiano, senatore dalla XXVIII legislatura del Regno d'Italia e proprietario dell'Anonima Lombarda Fabbrica Automobili (ALFA), che in seguito alla sua entrata in azienda, divenne Alfa Romeo.

## Biografia

### Gli inizi
Nicola Romeo nacque a Sant'Antimo in provincia di Napoli il 28 aprile 1876 da Maurizio e Consiglia Taglialatela, in una famiglia lucana originaria di  Montalbano Jonico  in provincia di Matera; le modeste condizioni della famiglia lo costrinsero a recarsi a piedi dal suo paese natale all'istituto tecnico che frequentava a Napoli, e a dare ripetizioni per mantenersi agli studi. Durante gli studi superiori si distinse nelle discipline matematiche anche grazie al padre, maestro elementare, che lo indirizzò a questo tipo di studi.
Conseguita nel 1899 la laurea in ingegneria civile presso la Scuola di Applicazione a Napoli (facoltà di ingegneria dell'Università degli Studi di Napoli Federico II), a 23 anni si trasferì a Liegi, in Belgio, per approfondire gli studi in ingegneria elettrotecnica, quindi in Francia e in Germania per acquisire le nuove cognizioni nei campi meccanico, ferroviario e idraulico che in quei Paesi stavano rapidamente evolvendo. Tornato in Italia cercò un impiego presso varie grandi imprese, ma gli venne offerto solo un posto di capostazione a Tivoli che rifiutò.
Fu durante una delle trasferte per i colloqui che conobbe casualmente, in treno, un dirigente della Robert Blackwell & Co, società inglese che operava in campo ferroviario e dell'impiantistica elettrica, intenzionata ad aprire una filiale in Italia. Nicola Romeo venne assunto e diresse la filiale italiana per alcuni anni, con il compito di valorizzare e monitorare la costruzione di tranvie elettriche, acquisendo esperienza e sufficienti sostanze per dare vita a un'impresa autonoma. Nel 1906, con altri investitori, fondò la società "Ing. Nicola Romeo & C." che ebbe un grande successo commerciando i materiali rotabili dell'azienda siderurgica inglese Hadfield di Sheffield e, soprattutto, i macchinari per la produzione di aria compressa della statunitense Ingersoll-Rand.

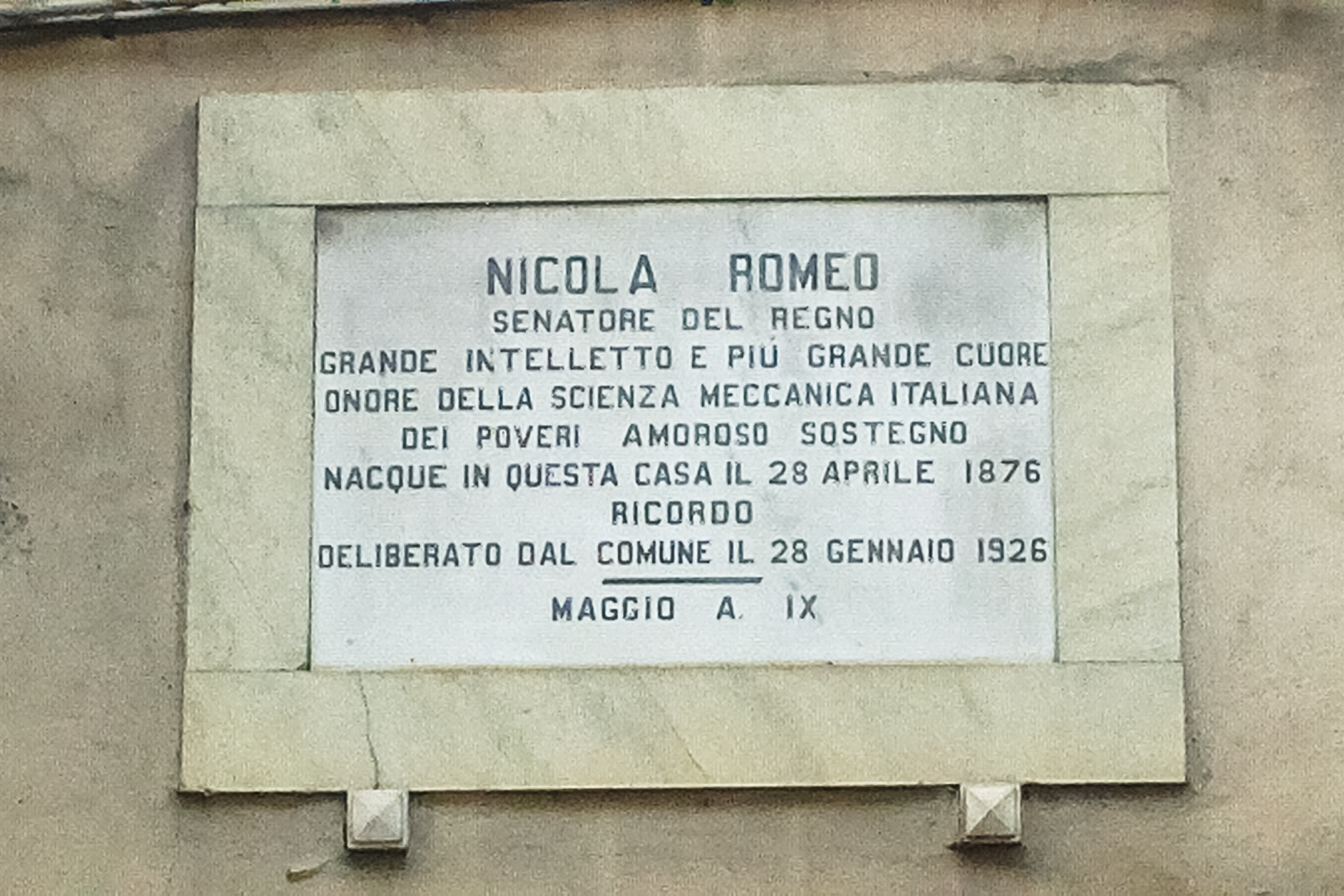
Targa onorifica sulla facciata esterna della casa natale di Nicola Romeo in Sant'Antimo

### La società Nicola Romeo
Nel 1911 fondò la "Società in accomandita semplice Ing. Nicola Romeo e Co." per la produzione di macchinari per le attività estrattive. L'azienda si specializzò dopo poco tempo nella produzione di rotabili ferroviari e nella produzione su licenza di alcune delle prime automotrici italiane a motore termico,  tecnologia emergente di quegli anni.

### La nascita dell'Alfa Romeo

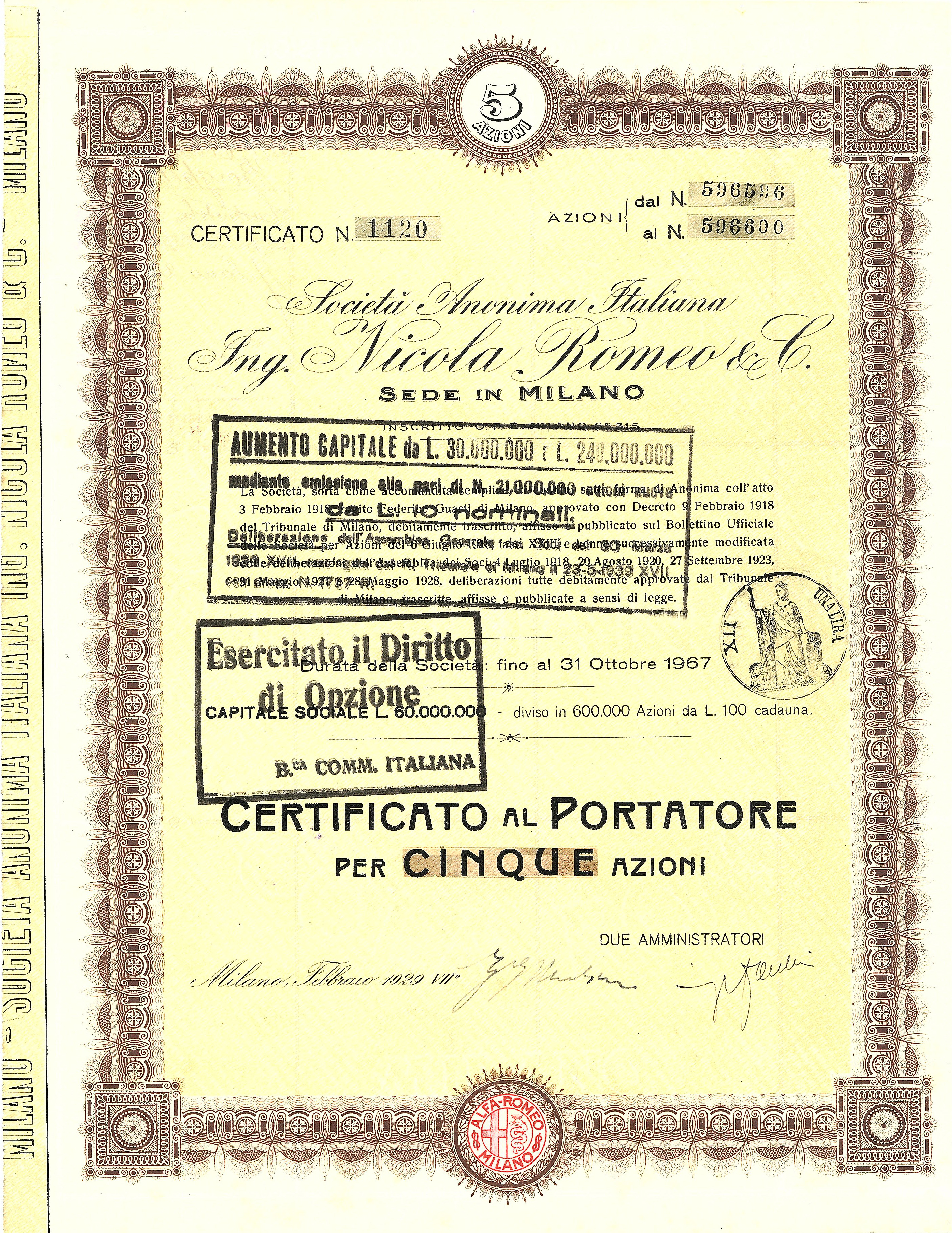
Certificato della Società Anonima Italiana Ing. Nicola Romeo & C. per 5 azioni da 100 lire ciascuna, emesso a Milano il 7 febbraio 1929. Dopo l'acquisizione dell'Anonima Lombarda Fabbrica Automobili nel 1918, l'azienda fu trasformata in società per azioni. Dopo il martedì nero del 1929, la sua società ebbe difficoltà finanziarie e Romeo dovette lasciarla.

Nel 1909 gli stabilimenti milanesi realizzati al Portello dalla Società Italiana Automobili Darracq furono rilevati da un gruppo di imprenditori lombardi, che fondarono l'Anonima Lombarda Fabbrica Automobili (A.L.F.A.); nel 1915 subentrò Nicola Romeo, che li riconvertì alla produzione bellica. Con l'aiuto dei suoi potenti compressori Nicola Romeo rese possibile nel 1916 lo scavo in breve tempo di una galleria sul Col di Lana, successivamente riempita di dinamite e fatta esplodere con la conseguente conquista di una base austriaca.

### Cariche
- 1905 - Fondatore della Società "Ing. Nicola Romeo & C."
- 1915 - Fondatore della Società "Alfa"
- 1915 - Fondatore della Società "Trieste"
- 1915 - Fondatore della Società "Trento"
- 1915 - Fondatore della Società "Liguria"
- Presidente delle Officine Ferroviarie Meridionali
- Presidente della Società "Cementazioni per opere pubbliche"

### Il dopoguerra
Dopo la fine della guerra, nel 1918 la società, che aveva assorbito anche le "Costruzioni Meccaniche di Saronno", le "Officine Meccaniche Tabanelli" di Roma e le "Officine Ferroviarie Meridionali" di Napoli, cambiò nome in "Società anonima Ing. Nicola Romeo e Co." L'azienda dovette affrontare i problemi della riconversione e della recessione post-bellica, ricorrendo agli aiuti dal Consorzio per sovvenzioni su valori industriali. La società aveva come obiettivi la produzione di diversi tipi di veicoli e macchinari, ma di fatto si specializzò nelle autovetture e conseguì una notevole fama per i suoi successi sportivi. Lo stabilimento di Portello riprese a produrre automobili progettate dal tecnico Vittorio Jano, che precedentemente aveva lavorato alla FIAT.
Le vetture furono commercializzate con il marchio Alfa Romeo, dopo una battaglia legale per il nome "Alfa" con i vecchi proprietari della fabbrica. Nel 1920 nacque la Torpedo 20-30 HP ES e nel 1923 il modello RL, con cui il pilota Ugo Sivocci conquistò la prima delle dieci vittorie nella Targa Florio. Nel 1924 fu presentata la P2. L'azienda si occupava anche di elettrificazione delle ferrovie e costruzione di locomotive elettriche negli stabilimenti di Saronno. In particolare è nota la sua collaborazione con l'ingegner Kálmán Kandó, progettista della Ganz e pioniere della trazione elettrica ferroviaria in Europa.
Nel 1926 la società costituì una fabbrica di aeroplani a Pomigliano d'Arco, in provincia di Napoli. Negli anni venti una seconda crisi fu causata dal fallimento della Banca Italiana di Sconto, che deteneva la maggioranza delle azioni. La necessità di drastici cambiamenti per il salvataggio dell'azienda fece deteriorare i rapporti tra Nicola Romeo e gli altri soci; l'ingegnere fu di fatto estromesso dalla guida dell'Alfa Romeo nel 1925, rimanendo per tre anni presidente, carica offertagli dal nuovo direttore generale Pasquale Gallo, per poi abbandonare l'azienda nel 1928. Il 9 novembre 1925 gli fu conferita la Medaglia d'oro della provincia di Napoli. Nel 1929 venne nominato senatore del Regno.

### Vita privata
Romeo si occupò di problemi di geometria pura, parallelamente all'attività di imprenditore e industriale. Fu inoltre attivo nelle opere di beneficenza, fondando e appoggiando, finanziariamente e non solo, un asilo infantile nel suo paese natale. Sposò la portoghese Angelina Valadin ed ebbe sette figli (Maurizio, Edoardo, Nicola, Elena, Giulietta, Piera e Irene). 

### Morte
Il 15 agosto 1938 morì nella sua casa a Magreglio sul lago di Como; oggi è tumulato nell'edicola familiare nel cimitero comunale, davanti al santuario della Madonna del Ghisallo. Il Comune di Milano (così come quelli di Magreglio e di Sant'Antimo) gli ha intitolato una via. A Sant'Antimo anche una scuola superiore di I grado è intitolata a lui.